# Surtsey
Surtsey (isländska för "Surts ö") är en vulkanisk ö utanför Islands sydkust. Den är Islands sydligaste punkt. Ön bildades genom en eruption, som började 130 meter under havsnivån och nådde ytan 14 november 1963. Eruptionen kan ha startat några dagar tidigare och pågick till 5 juni 1967 när ön nådde sin största storlek på 2,7 km². Sedan dess har öns yta stadigt förminskats och 2007 var den 1,4 km².
Ön fick namnet efter Surt, en eldjätte i nordisk mytologi. Den studerades ingående av vulkanforskare under dess bildande och har varit av stort intresse för botanister och biologer då liv med tiden har växt fram på den till en början karga ön. De öppningar under vattenytan som skapade Surtsey är del av Västmannaöarnas vulkansystem i havet som i sin tur är en del av den mittatlantiska ryggen. Västmannaöarna orsakade 1973 även det kända utbrottet i vulkanen Eldfell på ön Hemön. Utbrottet som skapade Surtsey bildade även ytterligare några små öar längs sin vulkankedja, som exempelvis Jólnir och några icke namngivna toppar. De flesta av dessa eroderade bort relativt snabbt.

## Före utbrottet
|                           | 1: Dimma |
| 2: Aska                   |          |
| 3: Krater                 |          |
| 4: Vatten                 |          |
| 5: Lager av lava och aska |          |
| 6: Strata                 |          |
| 7: Rör                    |          |
| 8: Magmakammare           |          |
| 9: Sidorör                |          |

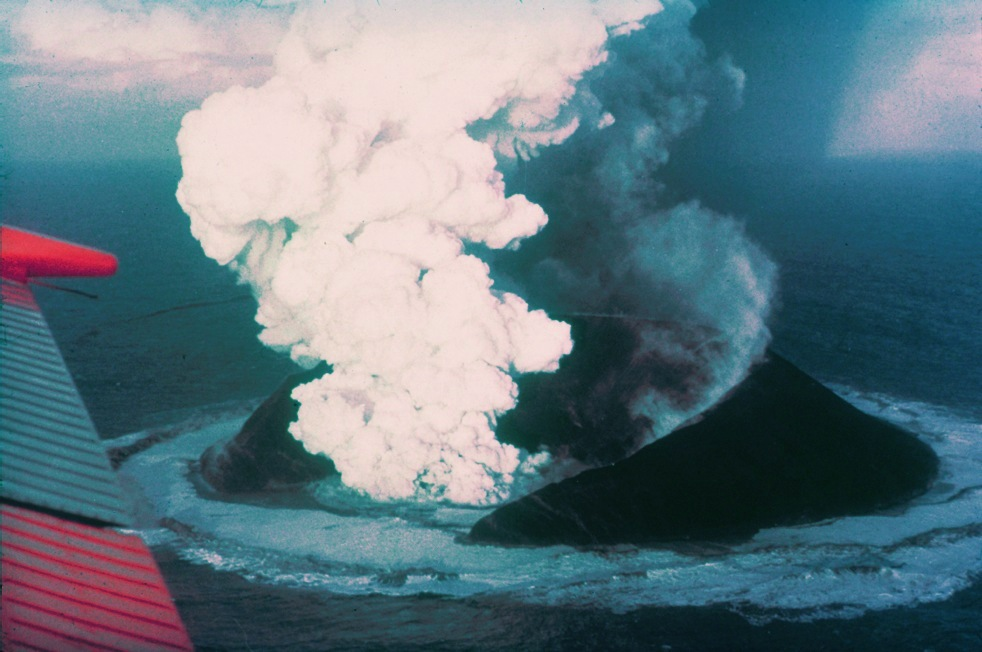
Surtsey den 30 november 1963, 16 dagar efter det första utbrottet.

Klockan 07:15 UTC+0 14 november 1963 siktade kocken ombord på fisketrålaren Ísleifur II, som hade lämnat Västmannaöarna, en rökpelare i riktning sydväst om båten. Båten åkte för att undersöka röken då kaptenen ombord trodde att det kunde vara en brinnande båt. När de närmade sig såg de istället att det rörde sig om explosiva utbrott som kastade aska och ånga upp över havsytan.
Trots att utbrottet var oväntat hade det funnits indikationer innan det började på att vulkanisk aktivitet var nära förestående. En vecka innan hade en seismograf i Reykjavik registrerat svaga jordskalv men det gick inte att bestämma dess läge. Två dagar innan utbrottet konstaterade ett forskningsfartyg att havsområdet var något varmare än normalt och vid samma tid hade människorna i kustsamhället Vík, 80 kilometer bort, känt lukten av vätesulfid.
Det är troligt att utbrottet började några dagar innan 14 november. Havsbotten ligger 130 meter ner och de djupa explosiva utbrotten kan ha släckts av vattentrycket. Allt eftersom en vulkan byggdes upp kunde inte utbrotten längre hållas tillbaka och till slut nådde den ovanför havsytan.

## Den första tiden

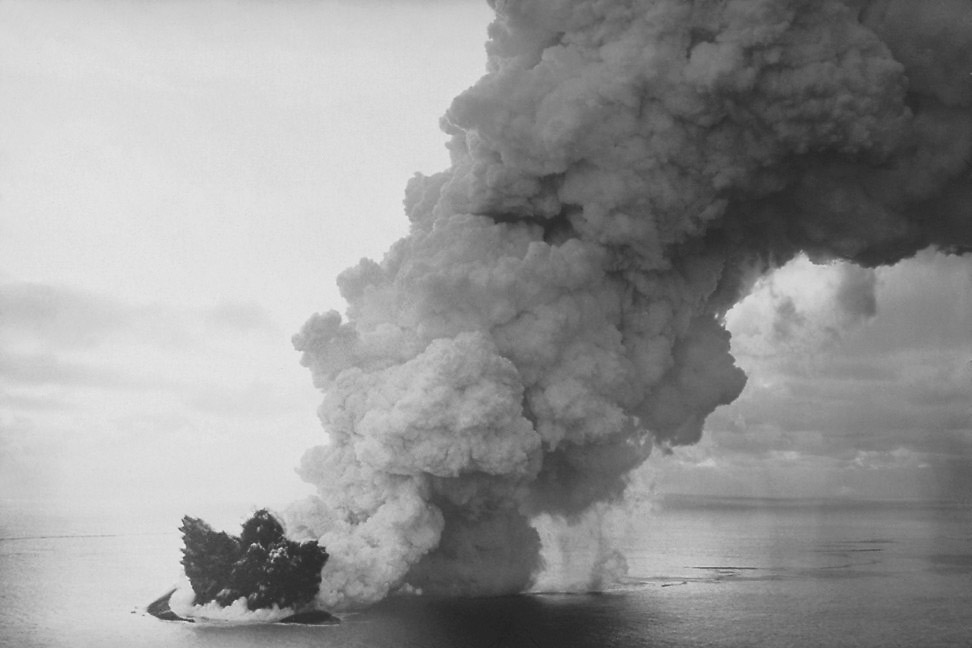
En pelare av aska reser sig ovanför den nybildade ön, 1963.

Klockan 11:00 14 november 1963 hade vulkanpelaren nått flera kilometers höjd. Till en början skedde utbrotten från tre olika öppningar längs en sydvästgående spricka men på eftermiddagen hade de tre öppningarna sammanfogats till en. Under den följande veckan fortsatte explosionerna och efter bara några dagar hade den nya ön, bildad i huvudsak av vulkaniskt slagg, blivit över 500 meter lång och 45 meter hög.
Den nya ön namngavs efter eldjätten Surt i den nordiska mytologin. Allt eftersom utbrotten fortsatte koncentrerades de till en öppning längs sprickan och en mer cirkulär ö började att ta form. Den 24 november var ön 900 meter lång och 650 meter bred. De våldsamma explosionerna, som orsakades av blandningen av havsvatten och lava, gjorde att ett lager av vulkanslagg bildades, som snabbt eroderade av nordliga atlantstormar under vintern. Utbrotten var dock kraftfullare än vattenerosionen och i februari 1964 hade ön en diameter på över 1 300 meter.
En anmärkningsvärd händelse i början av öns liv var landstigningen av de tre franska journalisterna som skrev för tidskriften Paris Match den 6 december 1963. Journalisterna stannade på ön under cirka 15 minuter innan våldsamma explosioner tvingde dem att lämna ön. Journalisterna hävdade skämtsamt fransk suveränitet över ön, men islänningarna såg snabbt till att ön fick tillhöra Island.

## En permanent ö

Topografisk karta över Surtsey.

De freatiska utbrotten, orsakade av den stora tillgången på vatten i utbrottsöppningarna, kastade stenar över 1 kilometer bort från ön och vulkanisk aska upp till 10 kilometer upp i jordatmosfären. Det lösa lagret av osammanhängande tefra skulle snabbt ha spolats bort av vågorna om det inte hade varit för den ständiga tillförseln av färsk magma och under detta stadium av utbrottet blåste stora dammoln ofta bort från ön.
Tidigt 1964 hade de fortsatta utbrotten byggt upp ön till en storlek som gjorde att havsvatten inte längre kunde komma in i sprickorna lika lätt, vilket gjorde att den vulkaniska aktiviteten inte blev lika explosiv. Istället blev sprutande lava och lavaströmmar de huvudsakliga aktiviteterna. Dessa bildade ett hårt lager av sten, ovanpå den lösa vulkanmassan, som var extremt motståndskraftigt mot erosioner och som skyddade ön från att snabbt sköljas bort. Stora utbrott fortsatte fram till 1965 då ön hade en yta på 2,5 km².
Den 28 december 1963 startade en undervattensaktivitet 2,5 kilometer nordost om Surtsey, som bildade en 100 meter hög rygg på havsbotten. Detta undervattensberg fick namnet Surtla men det nådde aldrig havsnivån. Utbrotten i Surtla slutade 6 januari 1964 och har sedan eroderat från 23 meter till 47 meter under havsytan.

## Avtagande utbrotten

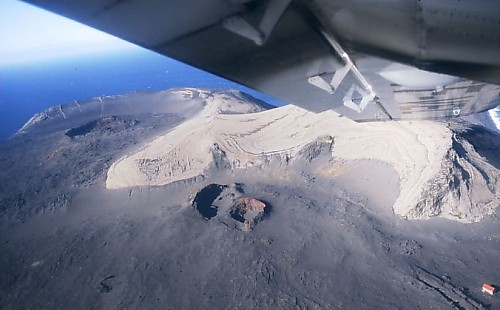
Vulkankratrar på Surtsey 1999.

År 1965 minskade aktiviteterna på huvudön men i slutet av maj samma år skedde ett utbrott i en av magmaöppningarna 600 meter utanför öns nordkust. Den 28 maj hade en ö bildats, som fick namnet Syrtlingur. Utbrotten på Syrtlingur fortsatte fram till oktober 1965, då ön hade en yta på 0,15 km² men den eroderade snabbt bort när utbrotten hade upphört och 24 oktober försvann den under vattenytan.
Under december 1965 inträffade undervattensaktivitet 900 meter sydväst om Surtsey och ytterligare en ö bildades. Ön fick namnet Jólnir och under de följande åtta månaderna växte den till 70 meters höjd med en yta på 0,3 km². Liksom Syrtlingur eroderade den snabbt när aktiviteten upphörde 8 augusti 1966 och försvann i havet under oktober samma år.
Den 19 augusti 1966 utsattes huvudön återigen för stora utbrott som gav ön ytterligare motståndskraft mot erosion. Kraften i utbrottet minskade stadigt och 5 juni 1967 hade det slutat helt. Sedan dess har vulkanen varit sovande. Den totala mängden lava som producerades under utbrottets 3,5 år var omkring 1 km³ och öns högsta punkt nådde 174 meter över havet.
Sedan slutet av utbrottet har erosionen minskat öns storlek. Ett stort område på den sydöstra sidan har helt eroderat bort medan en landtunga av sand på norra ön, kallad Norðurtangi har blivit större. Uppskattningsvis har 0,024 km³ material försvunnit på grund av erosionen, vilket motsvarar en fjärdedel av den del av ön som ursprungligen fanns ovanför havsytan.

## Djur- och växtliv
Surtsey är ett forskningsområde för biokolonisering av nya artpopulationer och ön blev naturreservat 1965 då utbrotten fortfarande pågick. Idag tillåts endast ett fåtal forskare att besöka ön. Andra kan bara se den från flygplan.

### Växtliv
Under sommaren 1965 upptäcktes det första området med kärlväxter på den norra stranden av Surtsey. Mossa upptäcktes 1967 och lavar hittades för första gången 1970. Växternas kolonisation av Surtsey har blivit noggrant studerad, och man har upptäckt att kärlväxter har blivit mer utbredda än mossorna och lavarna under utvecklingen av vegetationen.
Mossor och lavar täcker nu stora delar av ön. Under öns första 20 år observerades 20 olika arter av växter, det var dock bara 10 som klarade av den näringsfattiga sandjorden. Efter att fåglarna började häcka på ön blev jordförhållande bättre och mer avancerade arter av växter kunde överleva. 1998 konstaterades att den första busken hade fått fäste på ön, det var ett grönvide, (Salix phylicifolia), som kan bli upp till fyra meter högt. Till och med 2008 hade man hittat 69 olika växtarter på Surtsey, av vilka 30 har lyckats överleva. Detta kan jämföras med de cirka 490 arter som finns på Islands fastland. Fler arter fortsätter att anlända med en hastighet av ungefär 2–5 om året.

### Fågelliv

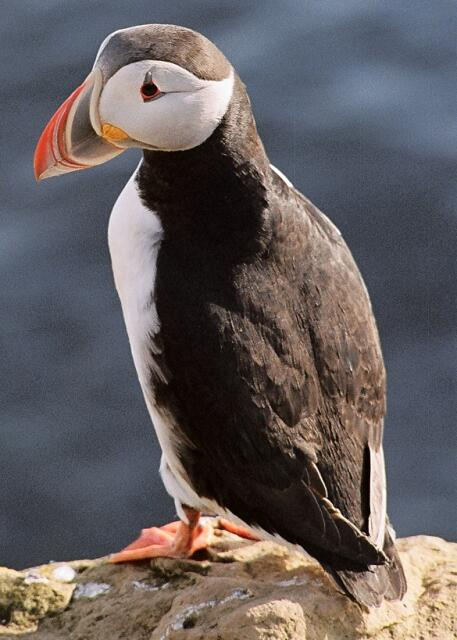
Det första lunnefågelboet på Surtsey upptäcktes 2004.

Utvecklingen av fågellivet har både varit beroende av och hjälpt till att utveckla växtligheten. Fåglar använder växter för att bygga sina bon och hjälper även till att sprida växtfrön samt att gödsla marken med sin guano. Fåglar började att bygga bon på Surtsey tre år efter att utbrotten hade upphört, med stormfågel och sillgrissla som de första. Tolv fågelarter är nu regelbundet funna på ön.
En trutkoloni har funnits på ön sedan 1984, med silltrut, havstrut och gråtrut men måsar och trutar kunde ses på den nya ön bara några veckor efter att den hade bildats. Trutkolonin har varit särskilt viktig då den, tack vare att den är så stor, har haft mer inverkan på växtligheten än andra häckande fågelarter. En expedition 2004 hittade de första bevisen på att lunnefåglar hade byggt bon på ön. Lunnefåglar är rikt förekommande i resten av arkipelagen.
Utöver att vara en plats för vissa stannfågelarter så är Surtsey en mellanlandningsplats för flyttfåglar, framför allt för de fåglar som rör sig mellan Europa och Island. Bland de arter som har setts under kortare perioder på ön finns sångsvan, gäss och korp. Trots att Surtsey ligger öster om fågelvägen mellan Europa och Island så har ön blivit ett allt vanligare stopp på vägen allt eftersom växtligheten har utvecklats. Under 2008 upptäcktes den fjortonde fågelarten på ön genom att ett korpnäste hittades.

### Livet i havet
Strax efter att Surtsey hade bildats kunde sälar ses runt omkring ön. De började snart att hålla till på de kala klipporna, framför allt på öns norra spets, som växte när havsvågorna eroderade ön. År 1983 upptäcktes att sälar fortplantade sig på ön och en grupp om 70 sälar gjorde ön till sin parningsplats. Gråsälar är mer vanliga än knubbsälar men båda arterna är etablerade på ön. Sälarnas närvaro drar till sig späckhuggare, som är vanligt förekommande både omkring Västmannaöarna och Surtsey.
Många fiskarter finns även i öns undervattensliv. Sjöstjärnor är mycket vanliga, liksom sjöborrar och skålsnäckor. Klipporna täcks av alger och tång täcker stora delar av vulkanens sluttning under vattnet med det tätaste lagret 10–20 meter under havsytan.

### Övrigt liv
Insekter kom till ön strax efter att den hade bildats och de upptäcktes 1964. De som anlände först var flygande insekter som fördes dit både av vindar och av egen kraft. Vissa arter troddes ha blåst dit från Kontinentaleuropa. Senare insektsliv kom till ön via flytande drivved och både levande och döda djur spolades upp på land. När en stor grästäckt tuva sköljdes upp på land 1974, tog forskare halva tuvan, analyserade den och upptäckte 663 landdjur, mestadels kvalster och hoppstjärtar av vilka de flesta levde.
Utvecklingen av insektslivet gav mat till fåglarna som i sin tur hjälpte många växter att överleva på ön. Döda fåglar ger föda åt köttätande insekter medan gödslingen av marken och det resulterande växtlivet möjliggör liv åt växtätande insekter.
Andra former av landliv har efterhand etablerat sig i marken på ön. Den första daggmasken hittades i ett jordprov under 1993, troligen överförd av en fågel från Hemön. Sniglar hittades här 1998 som liknar de arter som finns på södra Island. Spindlar och skalbaggar har också blivit vanliga på ön.

### Mänsklig påverkan
Surtsey är bara tillgänglig för forskare som bor i ett enkelt skjul när de arbetar på ön. Elektricitet till instrument och  nödsändare kommer från solceller. Alla besökande måste rensa kläder och utrustning så att inga frön eller växter  införs till ön.
Vid två tillfällen har växter av misstag introducerats och omedelbart förstörts. Det finns rester av ett fyrtorn på ön och år 2009 installerades en väderstation och en webkamera.

## Surtseys framtid
Efter utbrotten upprättade forskarna ett rutsystem med riktpunkter mot vilka de mätte förändringarna i öns formationer. Under de 20 år som följde efter utbrotten visade mätningarna att ön stadigt rörde sig nedåt och hade tappat omkring en meter i höjd. Den takt ön sjönk i var omkring 20 centimeter per år men takten saktade ner på 1990-talet till 1–2 centimeter per år. Det fanns flera orsaker: Stabiliseringen av den lösa tefran som merparten av ön bestod av, sediment i öns havsbotten komprimerades samt en nedåtgående vridning av litosfären på grund av vulkanens tyngd.

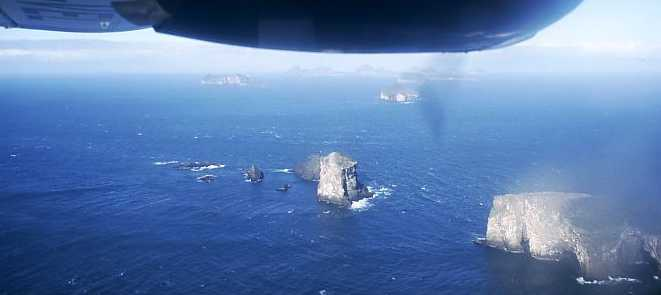
Andra öar i arkipelagen visar på effekterna av erosioner, som har pågått i hundratals år.

Det är dock osannolikt att ön kommer att försvinna helt under den närmaste framtiden. Det eroderade området som till största delen består av lös tefra försvinner lätt av vind och vågor. Den största delen av det återstående området täcks av ett hårt lavatäcke som är mycket motståndskraftigt mot erosion. Utöver det har komplexa kemiska reaktioner i den lösa tefran på ön, genom palagonitisering skapat ett tuffmaterial som ger ett starkt motstånd mot erosioner. På Surtsey har denna process gått snabbt tack vare höga temperaturer strax under markytan.
Trots att det inte råder någon tvekan om att ön kommer att bli ännu mindre kommer den att finnas kvar i många århundraden framåt innan den helt har eroderat bort. En uppfattning om hur ön kommer att se ut i framtiden visas bland Västmannaöarna, som skapades på samma sätt som Surtsey för flera tusen år sedan och har eroderat bort till stora delar sedan de bildades. År 2001 lämnade den isländska regeringen in en ansökan till Unesco om att få ön listad som världsarv vilket beviljades år 2008.